# Aaadonta constricta
Aaadonta constricta е вид охлюв от семейство Endodontidae. Видът е застрашен от изчезване.

## Разпространение и местообитание
Разпространен е в Палау.
Обитава градски и гористи местности в райони с тропически климат.

## Описание
Популацията на вида е намаляваща.